# Liste des parcs d'État de l'État de New York

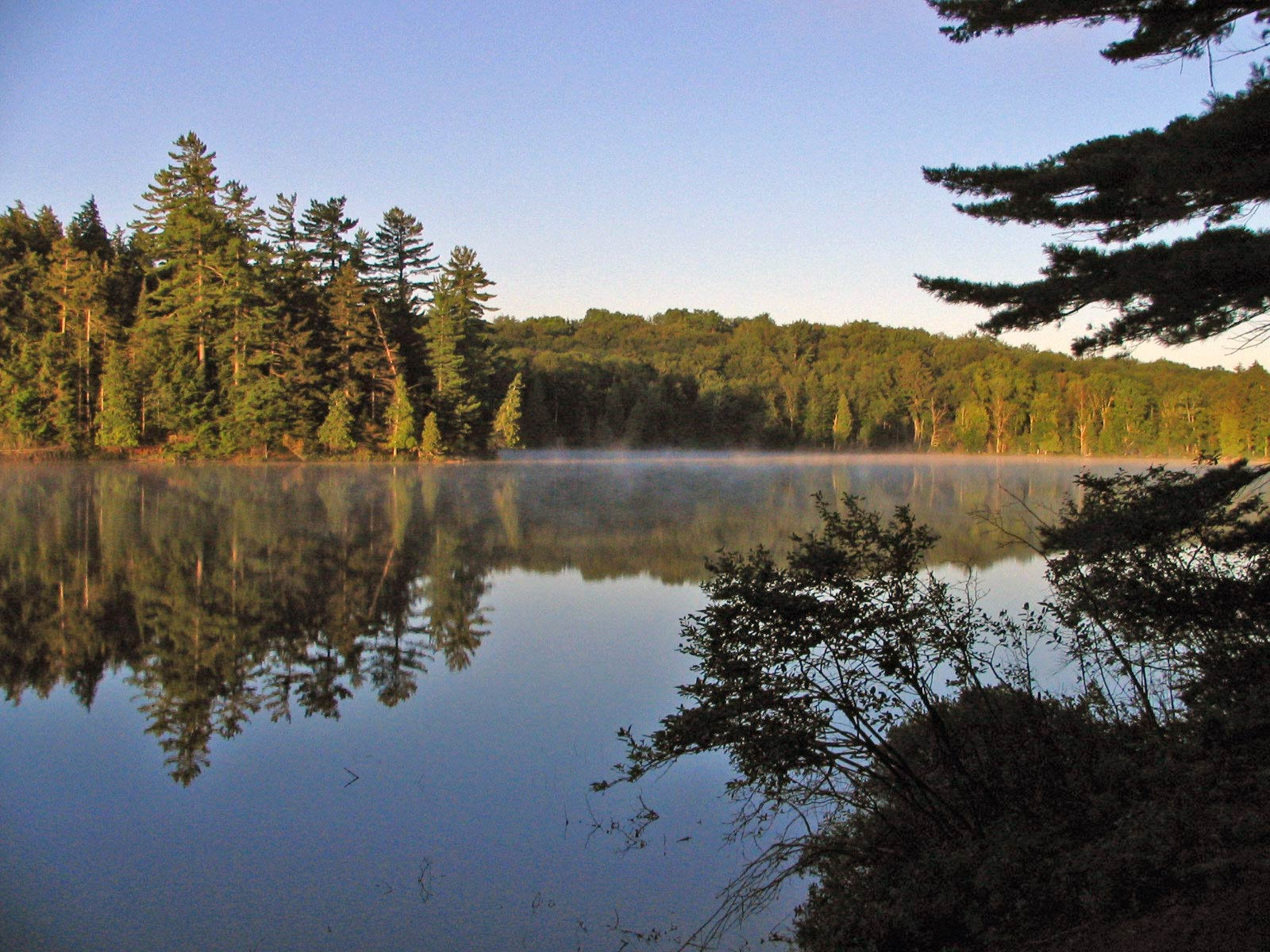
Adirondack

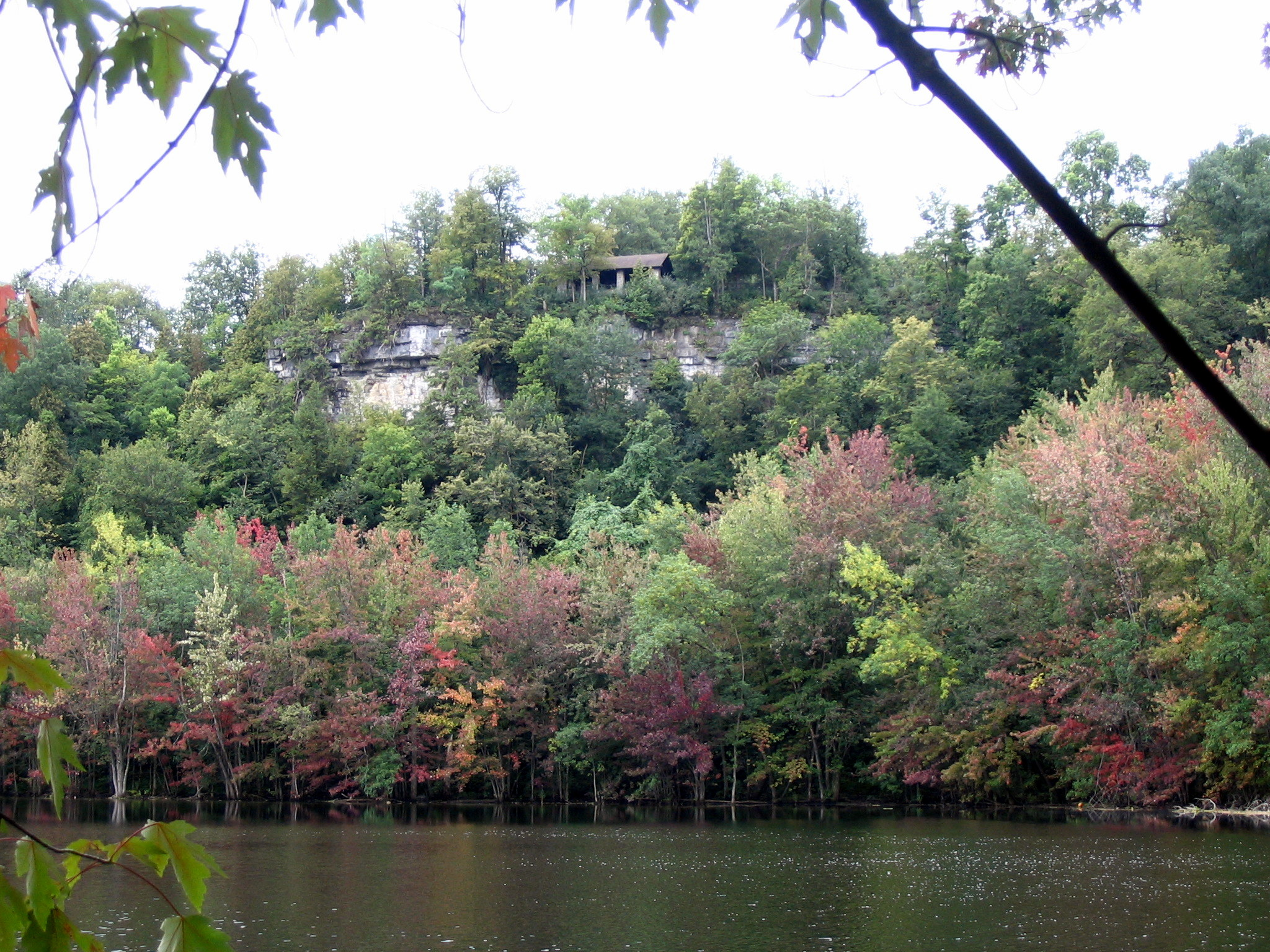
Clarke Reservation

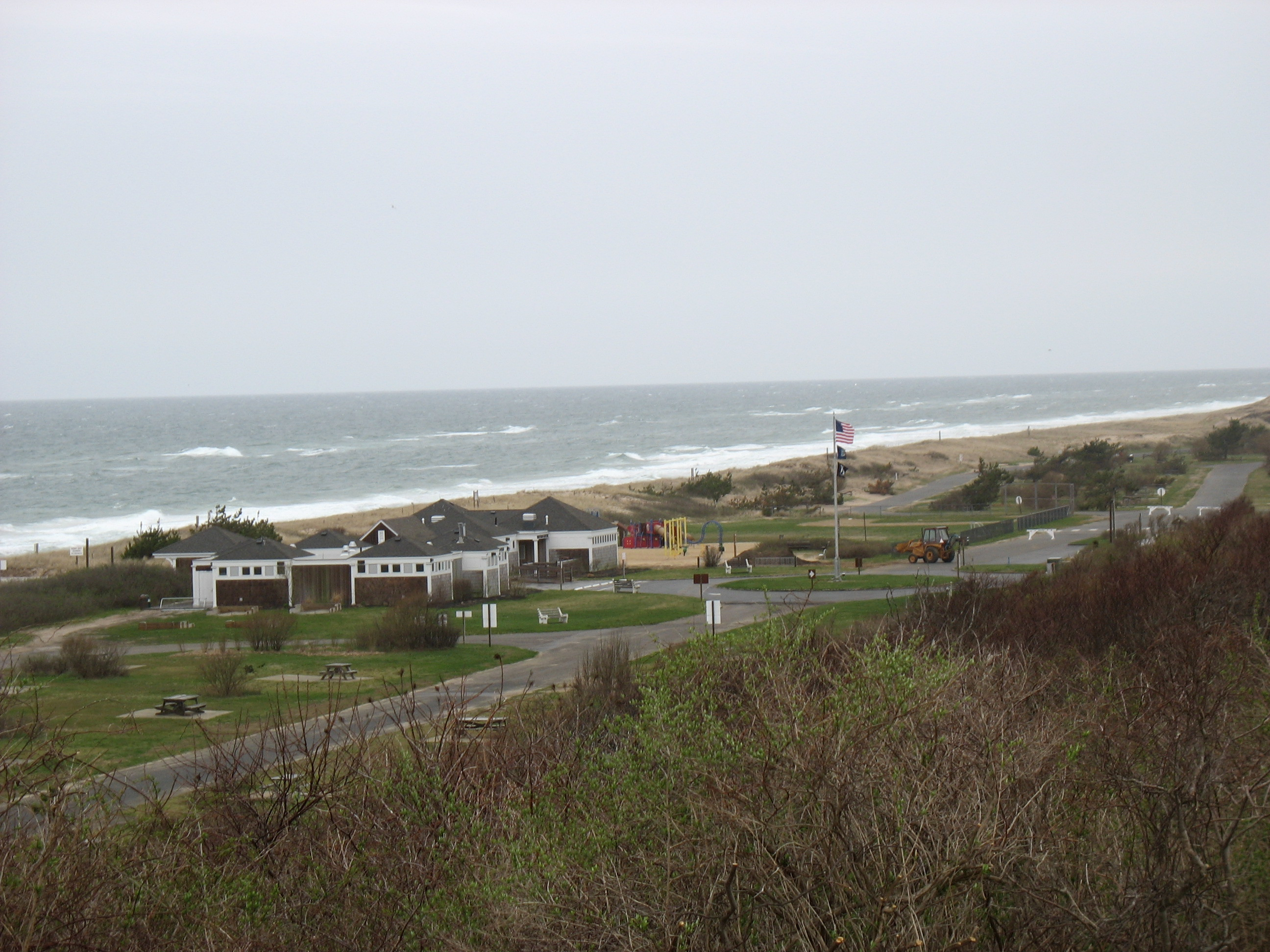
Hither Hills

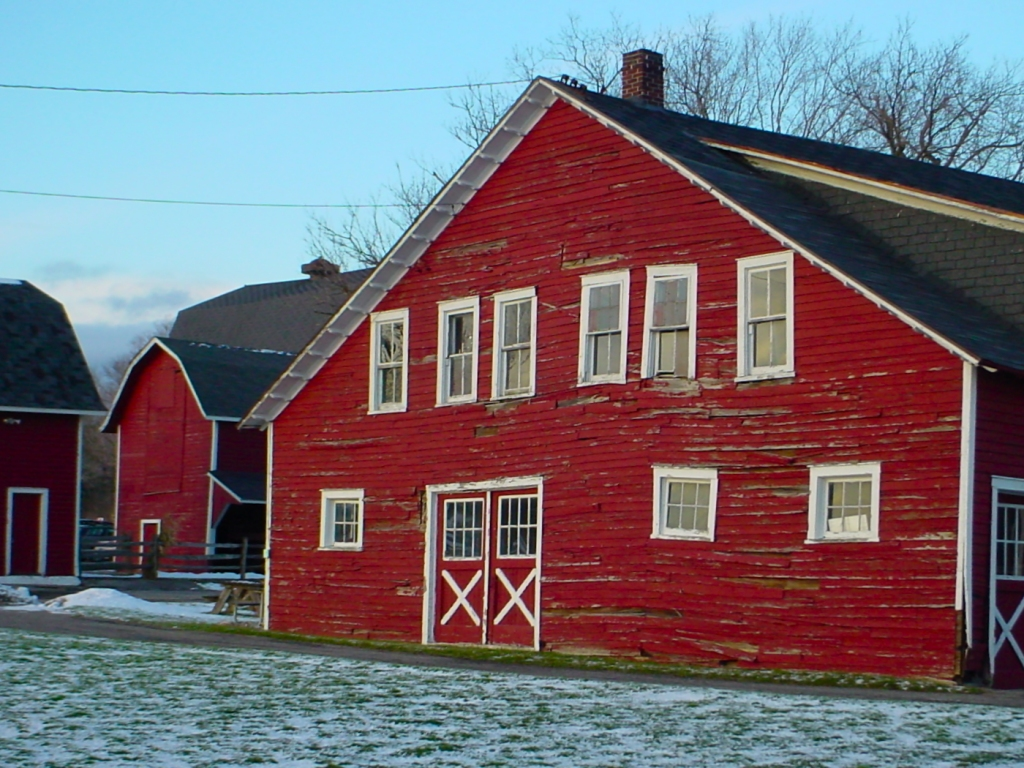
Knowx Farm

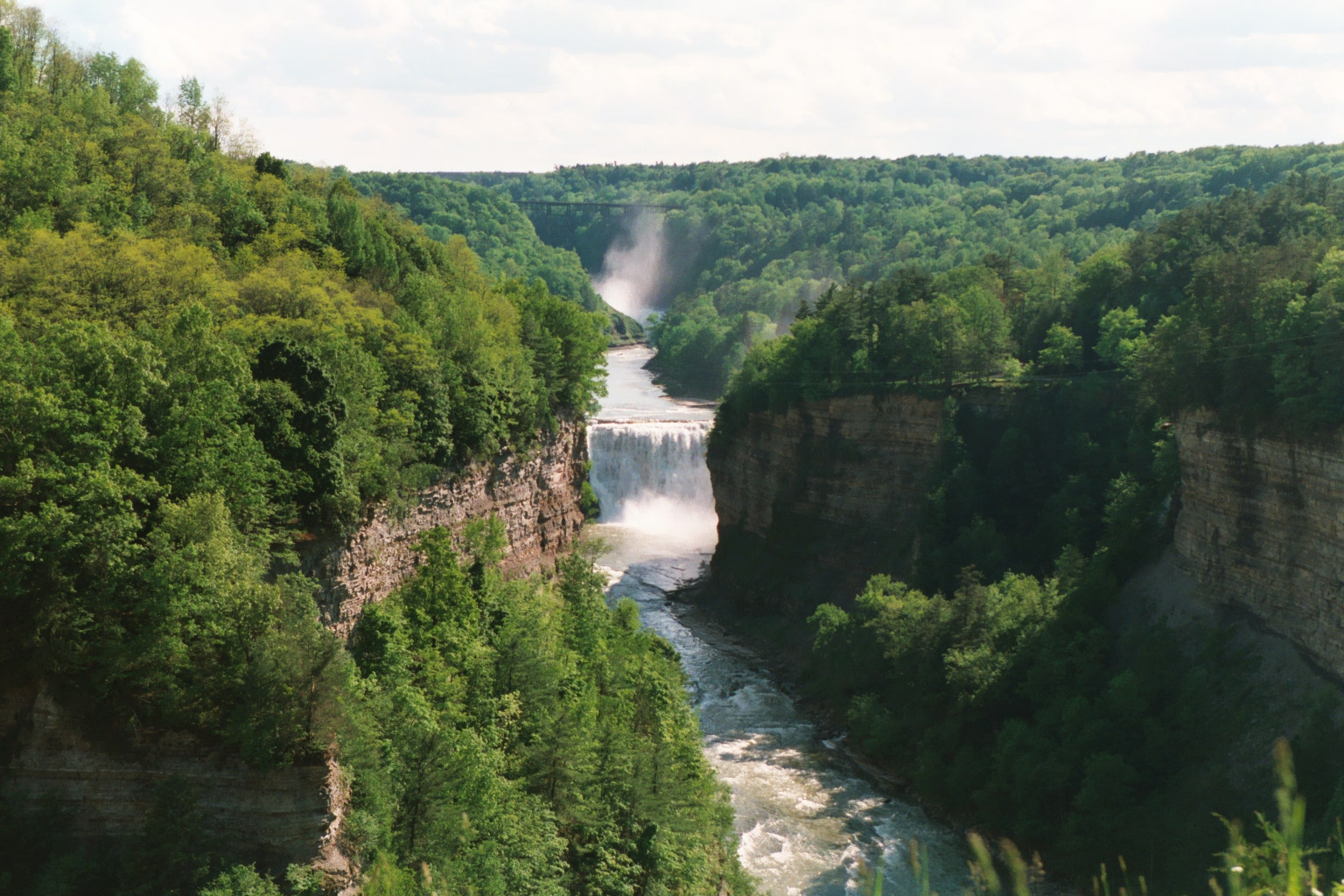
Letchworth

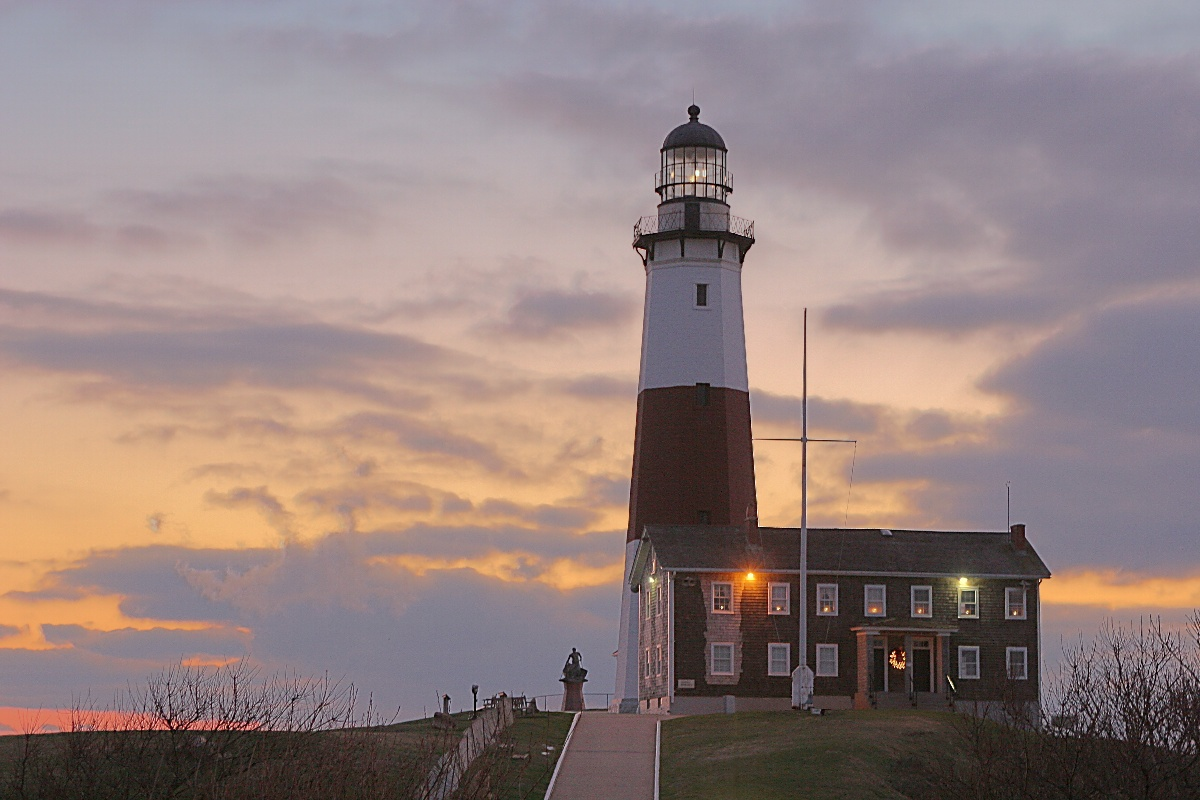
Montauk Point

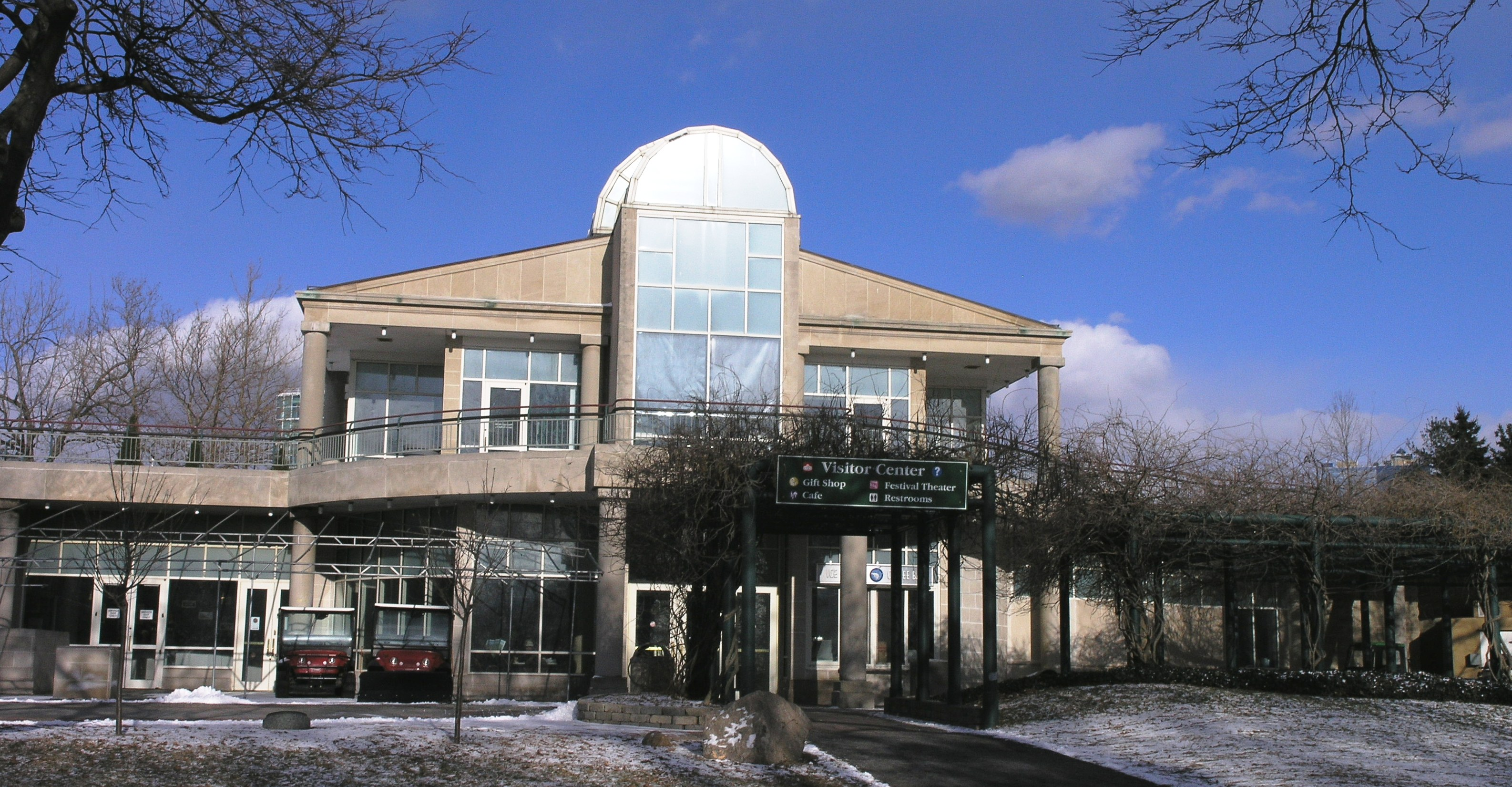
Niagara Falls

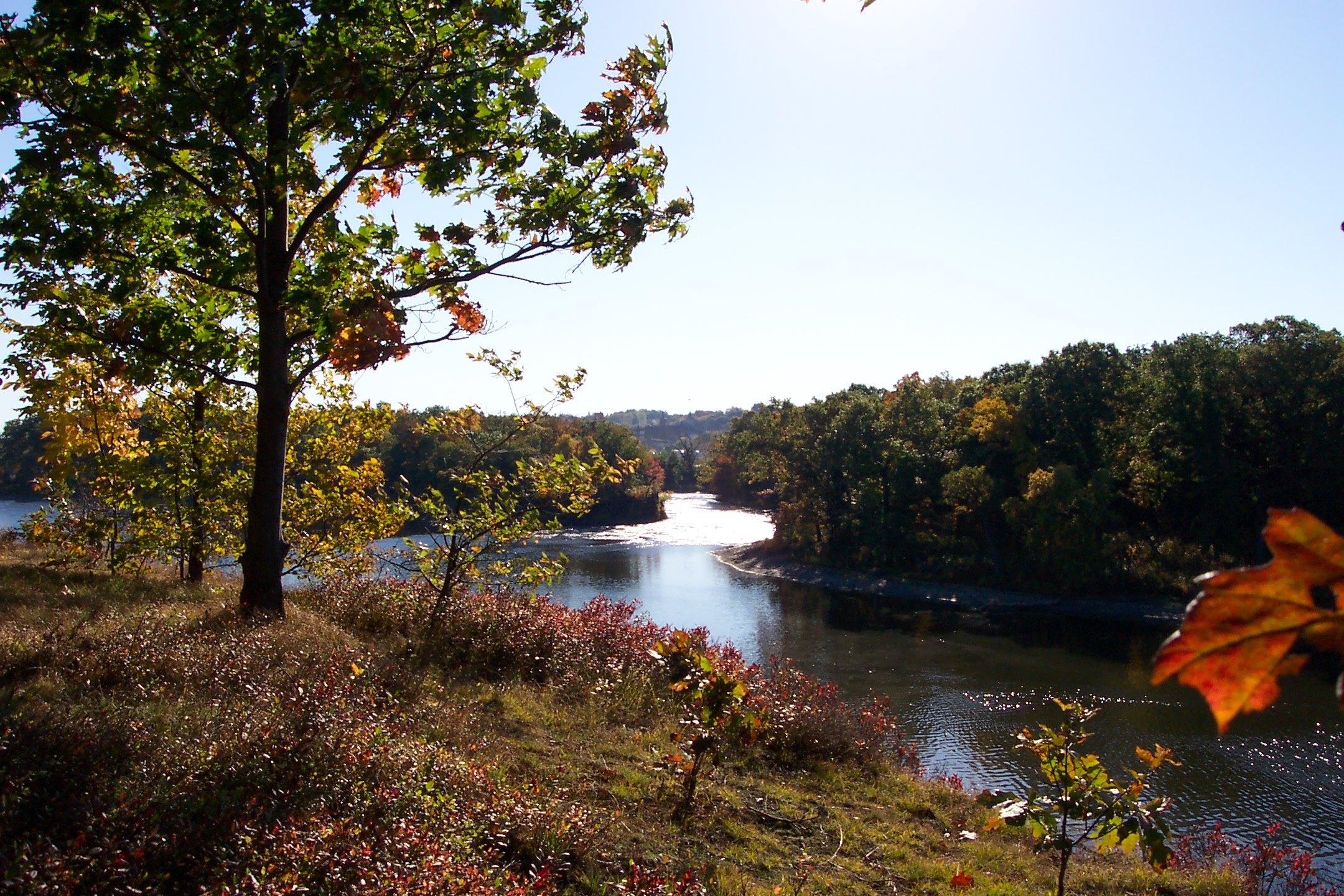
Peebles Island

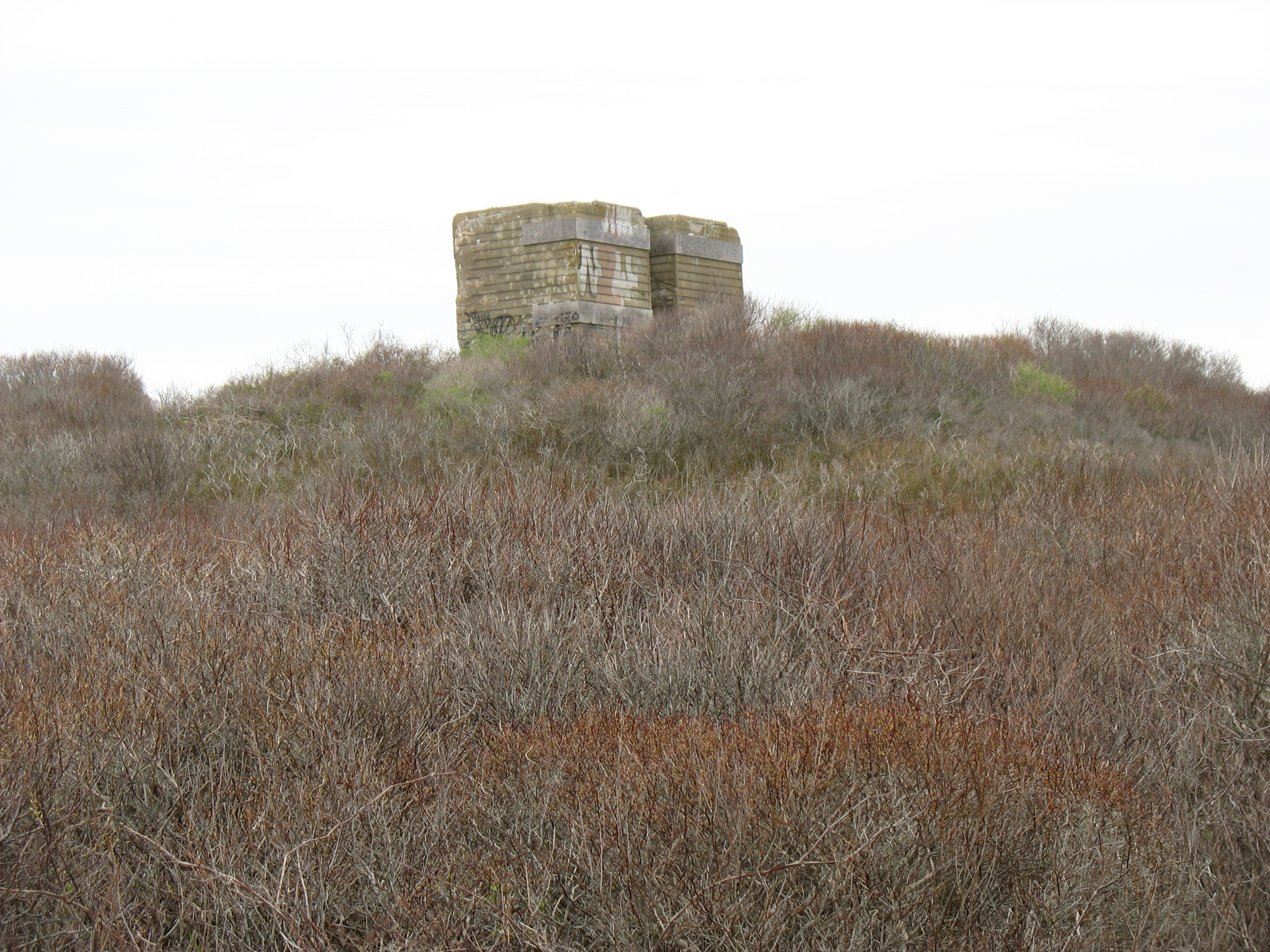
Shadmoor

Cet article concerne une liste des parcs d'État de New York aux États-Unis d'Amérique par ordre alphabétique. Ils sont gérés par le Bureau des parcs, des loisirs et de la préservation historique de l'État de New York.

## Parcs d'État

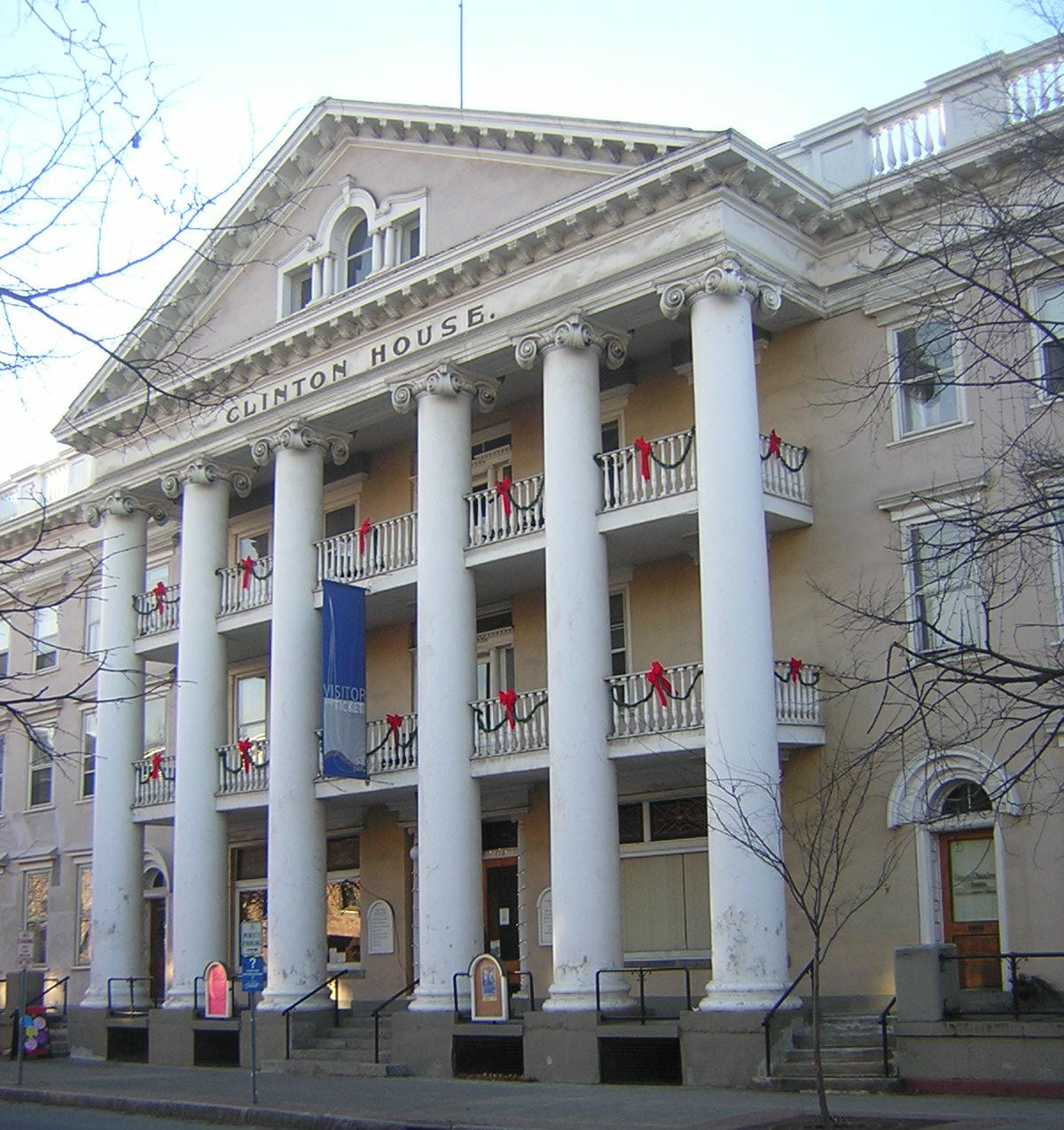
Clinton House

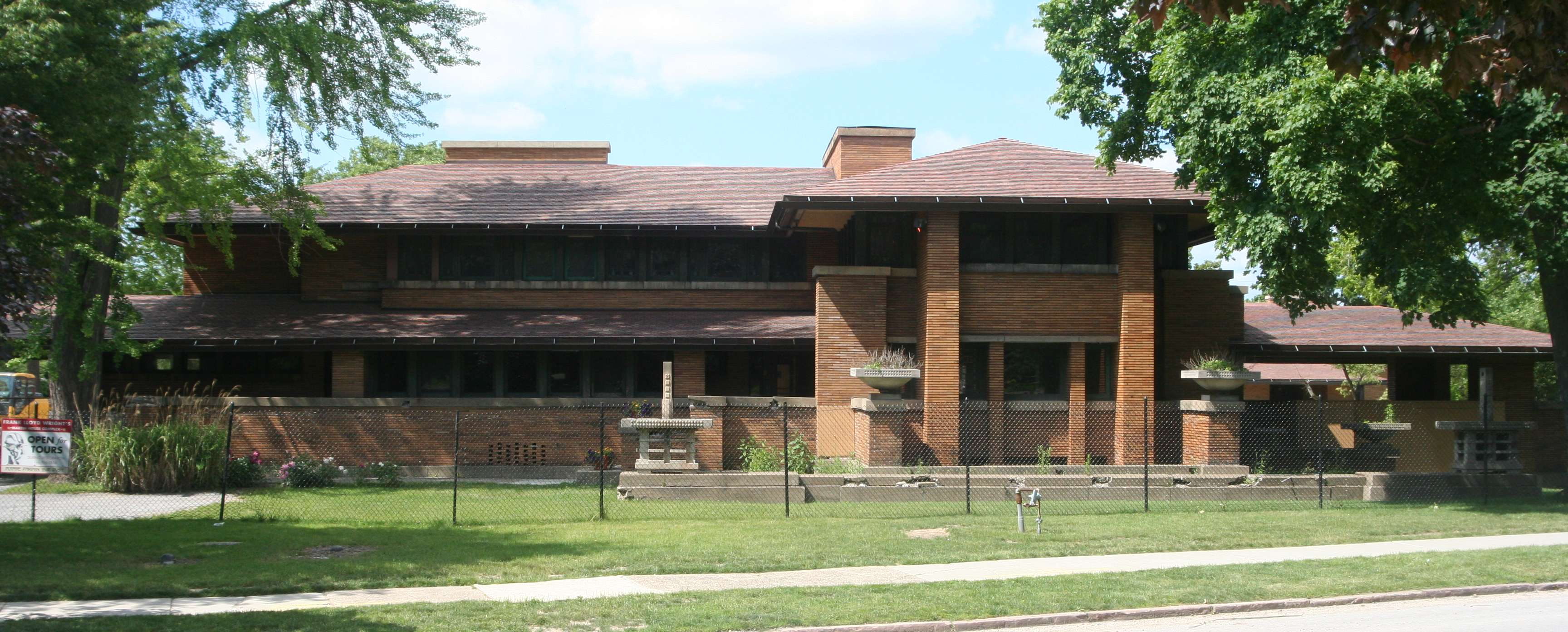
Darwin Martin House

- Adirondack
- Allan H. Treman
- Allegany
- Amherst
- Battle Island
- Bayard Cutting Arboretum
- Bayswater Point
- Bear Mountain
- Beaver Island
- Beechwood
- Belmont Lake
- Bethpage
- Betty & Wilbur Davis
- Big Six Mile Creek
- Blauvelt
- Braddock Bay
- Bowman Lake
- Brentwood
- Bristol Beach
- Brookhaven
- Buckhorn Island
- Buffalo Harbor
- Burnham Point
- Buttermilk Falls
- PreserveCaleb Smith
- Camp Hero
- Canandaigua Lake
- Canoe-Picnic Point
- Captree
- Catskill
- Cayuga Lake
- Cedar Island
- Cedar Point
- Chenango Valley
- Cherry Plain
- Chimney Bluffs
- Chittenango Falls
- Clarence Fahnestock
- Clark Reservation
- Clay Pit Ponds Reserve
- Cold Spring Harbor
- Coles Creek
- Conesus Lake Boat Launch
- PreserveConnetquot River
- Crab Island
- Croil Island
- Cumberland Bay
- Darien Lakes
- Dean's Cove Boat Launch
- Delta Lake
- De Veaux Woods
- Devil's Hole
- Dewolf Point
- Donald J. Trump
- Earl W. Brydges Artpark
- Eel Weir
- Emma Treadwell Thacher
- Empire-Fulton Ferry
- Evangola
- Fahnestock Winter
- Fair Haven Beach
- Fillmore Glen
- Fort Niagara
- Four Mile Creek
- Franklin D. Roosevelt
- Frenchman Island
- Galop Island
- Gantry Plaza
- Gilbert Lake
- Gilgo
- Glimmerglass
- Golden Hill
- Goosepond Mountain
- Grafton Lakes
- Grass Point
- Green Lakes
- Hamlin Beach
- Harriet Hollister Spencer
- Harriman
- Haverstraw Beach
- Heckscher
- Hempstead Lake
- High Tor
- Highland Lakes
- Higley Flow
- Hither Hills
- Honeoye Lake Boat Launch
- Hook Mountain
- Hudson Highlands
- Hudson River Islands
- Hudson River Park
- Hunt's Pond
- Iona Island
- Irondequoit Bay
- Jacques Cartier
- James Baird
- Jamesport
- John Boyd Thacher
- Jones Beach
- Joseph Davis
- Keewaydin
- Keuka Lake
- Knox Farm
- Kring Point
- Lake Erie
- Lake Superior
- Lake Taghkanic
- Lakeside Beach
- Letchworth
- Lock 32
- Lodi Point
- Long Island
- Long Point - Finger Lakes

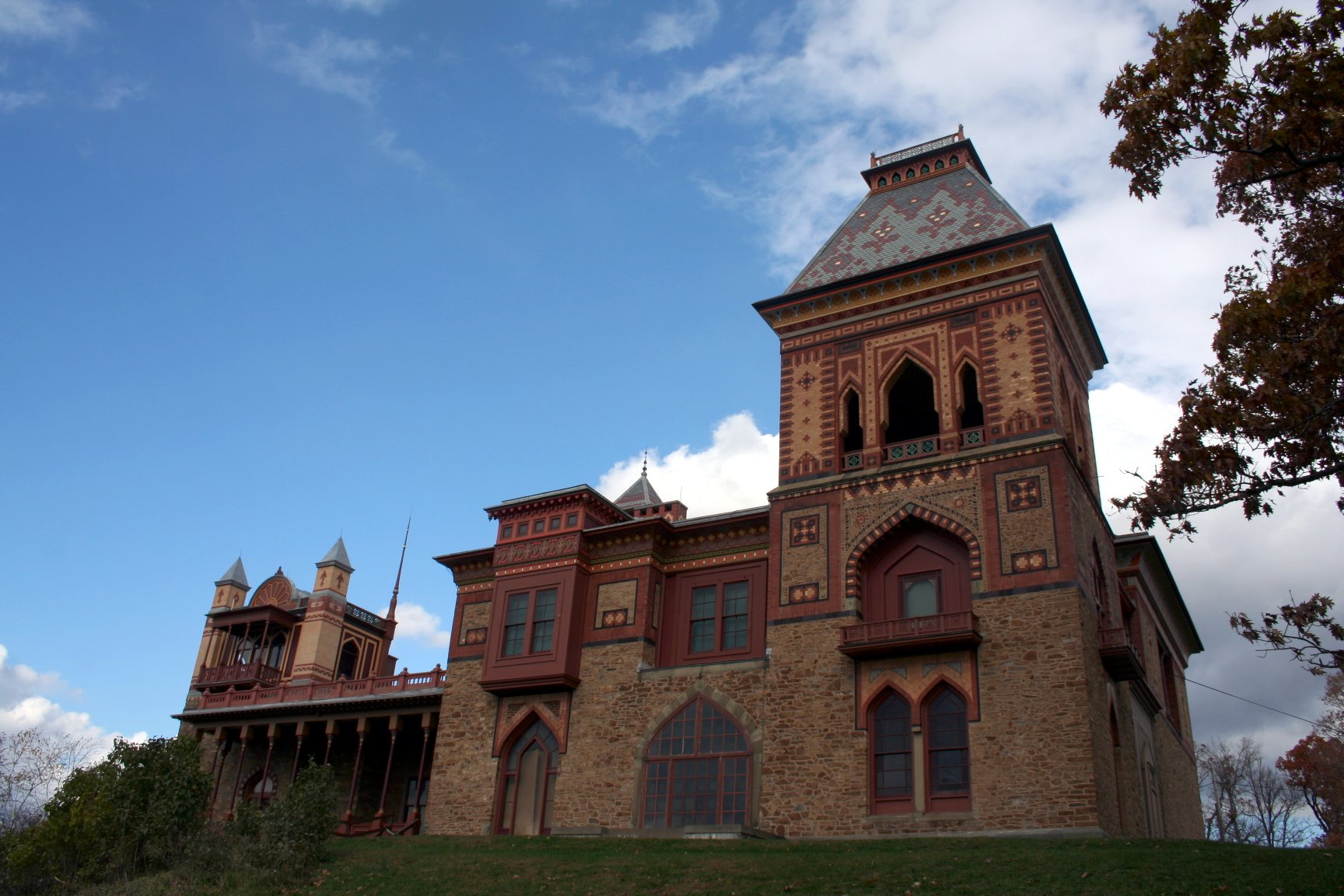
Olana

- Long Point - Thousand Islands
- Long Point on Lake Chautauqua
- Macomb Reservation
- Margaret Lewis Norrie
- Mary Island
- Max V. Shaul
- Mexico Point
- Mine Kill
- PreserveMinnewaska
- Montauk Downs
- Montauk Point
- Moreau Lake
- Napeague
- Niagara Falls
- Nissequogue River
- Nyack Beach
- Oak Orchard
- Ogden Mills & Ruth Livingston Mills
- Oquaga Creek
- Orient Beach
- Peebles Island
- Pixley Falls
- Point Au Roche
- Reservoir
- Riverbank
- Robert G. Wehle
- Robert H. Treman
- Robert Moses - Long Island
- Robert Moses - Thousand Islands
- Roberto Clemente
- PreserveRockefeller
- Rockland Lake
- Sampson
- Sandy Island Beach
- Saratoga Lake State Boat Launch
- Saratoga Spa
- Schodack Island
- Schunemunk Mountain
- Selkirk Shores
- Seneca Lake
- Shadmoor
- Shaver Pond
- Silver Lake
- Southwick Beach
- State Park at the Fair
- Sterling Forest
- Stony Brook
- Storm King
- Sunken Meadow
- Taconic
- Taconic - Copake Falls Area
- Taconic - Rudd Pond Area
- Tallman Mountain
- Taughannock Falls
- Jones Beach
- Thompson's Lake
- Tioga
- Trail View
- Valley Stream
- Verona Beach
- Waterson Point
- Watkins Glen
- Wellesley Island
- Westcott Beach
- Whetstone Gulf
- Whirlpool
- Wildwood
- Wilson-Tuscarora
- Wonder Lake
- Woodlawn Beach

## Sites d'État historiques
- Bennington Battlefield
- Caumsett
- Clermont
- Clinton House
- Crailo
- Crown Point
- Darwin Martin House
- Fort Montgomery
- Fort Ontario
- Ganondagan
- Grant Cottage
- Herkimer Home
- Hyde Hall
- John Brown Farm
- John Burroughs Memorial
- John Jay Homestead
- Johnson Hall
- Knox's Headquarters
- Lorenzo
- New Windsor Cantonment
- Olana
- Old Croton Aqueduct
- Old Erie Canal
- Old Fort Niagara
- Oriskany Battlefield
- Philipse Manor Hall
- Planting Fields Arboretum
- Sackets Harbor Battlefield
- Schoharie Crossing
- Schuyler Mansion
- Senate House
- Staatsburgh
- Steuben Memorial
- Stony Point Battlefield
- Walt Whitman Birthplace
- Washington's Headquarters

## Cours de golf
- Bonavista
- Mark Twain
- Pinnacle
- Sag Harbor
- St. Lawrence